# Saiyan

Vegeta e Son Goku, i due Saiyan più importanti per le varie opere di Dragon Ball, in Ossu! Kaette kita Son Goku to nakama-tachi!!

I Saiyan (サイヤ人?, saiyajin) sono una specie umanoide extraterrestre immaginaria presente nell'universo fantastico di Dragon Ball.
All'interno di quest'universo immaginario, i Saiyan sono caratterizzati principalmente come un popolo di guerrieri dalla cultura e biologia interamente incentrate attorno alla lotta e al combattimento.

## Denominazioni ed etimologia
A seconda delle varie traduzioni del manga e dei relativi adattamenti animati, esistono numerose denominazioni della specie: in lingua originale essi sono noti come Saiyajin (サイヤ人?) dall'unione della parola saiya (サイヤ?) — anagramma di yasai (野菜?), che in giapponese significa "verdura" — e del suffisso -jin (人 o じん? lett. "persona"), che letteralmente significa "colui che è un Saiyan". Nelle versioni inglesi e italiane del manga il termine è stato tradotto come "Saiyan", così come nel doppiaggio anglofono di Dragon Ball Z e Dragon Ball GT (pronunciato però "Sèiyan"). Nella versione italiana di tali adattamenti animati la lettera "i" è stata omessa, tramutando la specie in "Sayan" (discorso diverso per Dragon Ball Super dove i titoli riportano invece Saiyan). Per quanto riguarda la pronuncia della parola, non essendo presenti accenti nella lingua giapponese, in italiano sono accettabili due versioni: Saiyàn (quella più famosa, usata nel doppiaggio italiano classico delle serie) o Sàiyan (usata nel doppiaggio italiano più fedele al giapponese dei film).
Tutti i nomi dei Saiyan purosangue che appaiono nella serie o nelle opere derivate sono giochi di parole su vari tipi di verdura: un esempio è Kakaroth, vero nome di Goku, che deriva dalla storpiatura dell'inglese carrot, ovvero "carota".

## Storia

### Origini
Secondo Dragon Ball Super il pianeta originario dei Saiyan si chiamava Pianeta Sadala ((惑星サダラ?, Wakusei Sadara) ed è andato distrutto a causa di un conflitto interno tra i Saiyan, che portò alcuni di loro ad abbandonare il pianeta.
Secondo quanto narrato nell'OAV Dragon Ball Z Gaiden e nel suo remake Dragon Ball - Piano per lo sterminio dei Super Saiyan, questi sopravvissuti giunsero infine sul pianeta Plant per via di un'avaria alla loro astronave. Qui, come narrato anche nel 20º episodio di Dragon Ball Z e in Dragon Ball GT, i Saiyan entrarono in conflitto con gli indigeni Tsufuru (gli Tsufuru sono chiamati inizialmente Taffli nell'edizione italiana degli anime), i quali, sebbene dotati di avanzate tecnologie e in grande superiorità numerica, vennero sterminati quando, durante un plenilunio, i Saiyan si trasformarono in Scimmioni. Avendo conquistato Plant sotto la guida del loro Re Vegeta, i Saiyan ribattezzarono in seguito il pianeta col nome di "Vegeta". Successivamente, i Saiyan entrarono in contatto con Re Cold che propose loro di lavorare per lui come soldati nella sua armata in cambio di beni tecnologici e della possibilità di viaggiare nello spazio. Amanti del combattimento, i Saiyan accettarono. Successivamente Re Cold decise di ritirarsi lasciando il posto, come leader della sua armata, al figlio Freezer che col trascorrere del tempo identificherà i Saiyan come una minaccia.

### La distruzione del pianeta Vegeta
Il pianeta Plant-Vegeta venne poi distrutto da Freezer (con il consenso del Dio della distruzione Beerus) per timore del crescente potere dei Saiyan e soprattutto della leggenda del Super Saiyan. Lo speciale Dragon Ball Z - Le origini del mito approfondisce tale evento mostrando il tentativo di Bardack di salvare il pianeta. In tale pellicola si scopre anche che fu Zarbon a suggerire a Freezer di compiere tale atto poiché timoroso di una eventuale ribellione dei Saiyan.
Tale pellicola risulta essere però in contrasto con Dragon Ball Minus, crossover fra Dragon Ball e Jaco the Galactic Patrolman (altra opera di Toriyama) nel quale viene mostrata una versione differente della distruzione dei Saiyan.
A ogni modo, alla distruzione del pianeta Vegeta sopravvissero solo dieci Saiyan: Vegeta (figlio del summenzionato Re Vegeta, risparmiato appositamente da Freezer che ne voleva sfruttare la forza), Tarble (fratello di Vegeta, cacciato dal padre per il basso livello di combattimento), Turles, Nappa, Radish e suo fratello Kakaroth che, inviato sulla Terra con lo scopo di conquistarla, perse la memoria e venne chiamato Son Goku. Ai primi tre fu raccontato che il pianeta Vegeta era stato distrutto da un enorme meteorite. Grazie al primo dei 3 film su Broly appartenenti alla saga di Dragon Ball Z e successivamente anche al film di Dragon Ball Super - Broly, sappiamo inoltre che quest'ultimo Saiyan è stato mandato su un pianeta lontano da Re Vegeta (timoroso del suo livello di potenza, di gran lunga superiore a quello di qualunque altro neonato) e che il padre Paragas, lo ha seguito per recuperarlo.

### Dragon Ball
In seguito alla distruzione della loro patria, Nappa, Radish e Vegeta continuarono a servire Freezer fino a quando Radish, giunto sulla Terra, non si batté contro Son Goku e Piccolo. Al termine dello scontro Piccolo rivelò l'esistenza delle sfere del drago al morente Radish, informando così accidentalmente anche Vegeta e Nappa, che si diressero a loro volta sulla Terra nel tentativo di ottenere l'immortalità grazie alle sfere. Giunti sulla Terra dopo un anno, i due Saiyan si misero sulle tracce dei guerrieri del pianeta e Nappa li affrontò senza difficoltà fino all'arrivo di Goku sul campo di battaglia, che lo sconfisse facilmente. Stizzito, Vegeta diede il colpo di grazia al compagno e si batté contro Goku, vincendolo ma venendo a sua volta sconfitto grazie all'intervento di Crilin, Son Gohan e Yajirobei.
Poco tempo dopo, Vegeta si ribellò a Freezer e si recò su Namecc per ottenere le locali sfere del drago (in modo da ottenere l'immortalità e così superare in forza Freezer), e in tale frangente si alleò con i terrestri (anch'essi giunti sul pianeta per recuperare le sfere) contro il nemico comune (Freezer). Nel corso di questi eventi Goku si trasformò in un Super Saiyan (primo Saiyan a farlo dopo millenni) e sconfisse Freezer. Sconfitto Freezer, Vegeta si trasferì sulla Terra, patria anche di Goku.
Alcuni anni dopo, gli ultimi due Saiyan rimasti, ossia Goku e Vegeta, insieme ai loro figli, fronteggiano la minaccia rappresentata dai cyborg Numero 17 e Numero 18 e da Cell e, successivamente, quella di Majin Bu.

### Dragon Ball Super
Dopo la sconfitta di Majin Bu, Goku e Vegeta continuano a proteggere la Terra e a fronteggiare le minacce rappresentate da Beerus, Golden Freezer e Zamasu e riescono a raggiungere la trasformazione divina dei Saiyan, il Super Saiyan God, nonché uno stadio superiore chiamato Super Saiyan blu. Durante le loro varie avventure scoprono l'esistenza di altri universi, e tra questi c'è il Sesto Universo in cui sono presenti dei Saiyan che abitano ancora sul loro pianeta originario, Sadala, e che non sono una razza bellicosa ma pacifica, che non occupa i pianeti e usa le proprie doti guerriere per sconfiggere i malvagi. Più avanti Goku e Vegeta scopriranno l'esistenza di altri due Saiyan sopravvissuti all'esplosione, ovvero Broly e Paragas.

### Dragon Ball GT
In Dragon Ball GT Goku e Vegeta continuano a vivere sulla Terra, proteggendola dalle minacce di Baby, Super C-17 e dei Draghi malvagi. In questa serie Goku e Vegeta ottengono inoltre una nuova trasformazione, il Super Saiyan IV.

## Società e cultura
Sebbene il pianeta Vegeta sia andato distrutto dodici anni prima dell'inizio di Dragon Ball provocando la quasi totale estinzione della specie dei Saiyan, esistono comunque numerose informazioni riguardanti la cultura della stessa. La società Saiyan era divisa per classi sociali: al momento della nascita a ogni Saiyan veniva misurato il livello di combattimento e, in base al valore ricavato, avveniva l'assegnazione. Il sistema era molto rigido: classificati alla nascita come guerrieri di infimo livello, sia Bardack sia suo figlio Son Goku col tempo hanno ampiamente superato il livello dell'élite Saiyan, ma ciò nonostante la loro classe sociale d'appartenenza non è cambiata. Una classe a parte era costituita dai membri della famiglia reale, che però non erano esclusi dalla precedente classificazione, difatti Vegeta afferma più volte di essere un guerriero d'élite.
Popolo guerriero, una volta venuti a contatto con Freezer i Saiyan iniziarono a guadagnarsi da vivere conquistando pianeti per il tiranno galattico: come spiegato da Radish, i mondi dotati di guerrieri dalla forza combattiva elevata venivano attaccati da Saiyan adulti, mentre in quelli con popolazioni deboli venivano inviati neonati, come nel caso di Goku, mandato a conquistare la Terra. Come affermato in Dragon Ball Minus (crossover fra Dragon Ball e Jaco the Galactic Patrolman, altra opera di Toriyama), il costante stato di guerra in cui si trovavano i Saiyan rendeva loro difficile procreare, ragion per cui la loro popolazione ammontava a poche migliaia. Sempre in tale opera i Saiyan vengono mostrati vivere in abitazioni rozze e primitive, in contrasto con quanto mostrato nello speciale Dragon Ball Z - Le origini del mito, dove l'architettura del pianeta appare analoga a quella di Freezer #79, cioè costituita da imponenti edifici dall'aspetto futuristico.
In un'intervista, Toriyama ha dichiarato che i Saiyan, se non sono di sangue reale, non hanno ben chiaro il concetto di famiglia nel senso "terrestre"; ad esempio Goku, infatti, considera i componenti della sua famiglia (ovvero la moglie Chichi e i figli Gohan e Goten) come degli amici, una considerazione non molto diversa rispetto a quella che ha dei suoi compagni di battaglia.

### La leggenda del Super Saiyan
Prima della loro estinzione, di particolare rilevanza per i Saiyan era la leggenda del Super Saiyan, secondo la quale ogni mille anni fra i Saiyan sarebbe nato un guerriero estremamente feroce e tanto forte da risultare praticamente invincibile, capace di sconfiggere qualunque avversario. Resosi conto dell'illimitato potenziale del popolo Saiyan, già naturalmente capace di diventare sempre più forte, Freezer decise di distruggere il pianeta Vegeta, e così facendo sterminare i Saiyan, soprattutto poiché timoroso di tale mito, ma nonostante tale atto egli non riuscì a impedire la realizzazione della leggenda, ed egli venne sconfitto da Goku, tramutatosi nel guerriero leggendario. Nonostante la leggenda parli di un guerriero ogni mille anni, per non relegare gli altri Saiyan a ruoli secondari l'autore della serie Akira Toriyama decise di concedere anche a essi tale trasformazione, inventandone ulteriori evoluzioni.
Nel manga l'origine della leggenda è sconosciuta, ma lo spin-off Dragon Ball - Episodio di Bardack lascia intendere che all'origine della stessa vi sia il Saiyan Bardack. In tale opera infatti anziché essere ucciso dall'attacco usato da Freezer per distruggere il pianeta Vegeta, il padre di Goku viene inviato nel passato. Ridestatosi su Plant (antico nome del pianeta Vegeta), Bardack finisce col battersi col pirata spaziale Chilled, ovvio antenato di Freezer. In tale occasione egli si trasforma in Super Saiyan e sconfigge l'avversario che, prima di morire, ordina ai propri sottoposti di informare il suo clan di dover prestare attenzione ai Saiyan, in particolar modo a quelli capaci di divenire dorati.
In Dragon Ball Super viene rivelato che esiste un altro universo, il Sesto, gemellato con quello principale, il Settimo, dove esistono altri Saiyan con una leggenda analoga a quella summenzionata. A detta di Caulifla e Cabba, Saiyan del Sesto Universo, Kale è un Super Saiyan leggendario (e infatti ella subisce l'omonima trasformazione).

### La leggenda del Super Saiyan God
Nel film Dragon Ball Z - La battaglia degli dei e nel già citato Dragon Ball Minus viene introdotta una nuova leggenda, quella del Super Saiyan God. Come spiegato da Shenron esso è un Dio creato concentrando l'energia di cinque Saiyan puri di cuore in un sesto. In tale occasione il Drago afferma che la leggenda del Super Saiyan God era stata dimenticata; ciò nonostante in Dragon Ball Minus Freezer la conosce.
Toriyama, comunque, in un'intervista sulla rivista Saikyo Jump di Shueisha disponibile in Giappone dal 1º dicembre 2017, ha rivelato che il primo Super Saiyan della leggenda e il Super Saiyan God sono la stessa persona. Il Saiyan di cui si parla in entrambe le leggende si chiamava Yamoshi. Questi era un Saiyan dal cuore puro che insieme ai suoi cinque compagni iniziò una ribellione contro gli altri Saiyan malvagi e durante una serie di combattimenti fu messo alle strette e si trasformò nel primo Super Saiyan. La sua potenza era talmente elevata che da lì in poi nacque la leggenda del Super Saiyan. Nonostante questo enorme potere, alla fine Yamoshi fu sconfitto ma il suo spirito cominciò a vagare cercando sei Saiyan puri di cuore al fine di trovare un nuovo salvatore, ovvero il Super Saiyan God.

## Caratteristiche
Fisiologicamente e fisicamente simili agli Umani al punto da poter generare ibridi accoppiandosi, i Saiyan si distinguono dai primi per alcune caratteristiche come quelle estetiche, ad esempio la presenza di una coda o i capelli sempre di colore scuro oltre al fatto che la forma della loro capigliatura rimane sempre immutata anche col trascorrere degli anni, le differenze sono anche biologiche, come la facoltà di ricorrere a delle trasformazioni o di invecchiare più lentamente (nella serie animata viene affermato che un Saiyan può essere considerato come fisicamente giovane fino all'età di 80 anni) inoltre i Saiyan preservano la bassa statura tipica dell'età infantile per un periodo più prolungato per poi aumentare di altezza in poco tempo una volta raggiunta l'adolescenza.

### La coda
Dal punto di vista estetico, la principale differenza fra Saiyan e Umani è la presenza nei primi di una coda. Presente fin dalla nascita, in tutti i casi noti essa è marrone, lunga poco più di un metro e dai pochi centimetri di diametro. Lo scopo principale della coda è permettere al Saiyan di trasformarsi in una Scimmia gigante, ma a prescindere da ciò essa è dotata di forza sufficiente a fornire a Goku lo slancio necessario per sfondare un muro con un calcio, a permettergli di ferire Tenshinhan o a permettere a Radish di atterrare Crilin con una sola codata. La coda è inoltre molto versatile, essendo essa prensile, utile a mantenere l'equilibrio e perfino in grado di permettere al Saiyan di volare roteandola come la pala di un elicottero.
Ciò nonostante la coda rappresenta anche un punto debole: infatti, se stretta con forza, il Saiyan diviene inerme sia nella forma umana sia in quella di Scimmione, ma tale problema può essere aggirato tramite un adeguato allenamento. La coda è anche molto delicata, dato che può essere facilmente tagliata o strappata, ma è in grado di ricrescere più volte. I Saiyan del Sesto Universo, come affermato da Cabba, non possiedono più la coda, anche se in passato anch'essi l'avevano.
In Dragon Ball GT, e nei videogiochi e anime promozionali, si nota che la coda di un Super Saiyan quando presente cambia nello stesso colore dei capelli, diventando dorata negli stadi fino al Super Saiyan 3, mentre nel Super Saiyan God e Super Saiyan Blu diventa rispettivamente rossa e blu, nella stessa tonalità dei capelli. L'eccezione è il Super Saiyan IV nel quale, dotando il suo utilizzatore di una folta pelliccia rossa sul corpo, la coda diventa dello stesso colore.
Nell'episodio speciale in cui Bardack si trasforma, invece, la coda rimane pressoché invariata come nella forma base.

### I capelli
Vegeta afferma che i capelli dei Saiyan puri sono sempre di colore scuro e che essi non crescono più dal momento della nascita, sebbene (come nel caso di Paragas) la colorazione dei capelli diventa grigia con il trascorrere degli anni per l'inevitabile invecchiamento proprio come i terrestri. Ciò nonostante nello special Dragon Ball Z - Le origini del mito e nel 78º episodio di Dragon Ball Z appaiono Saiyan dai capelli biondi, rossi o blu. Entrambi i casi sono antecedenti all'uscita dei capitoli contenenti le affermazioni del principe e, dato che la scelta dei colori è dipesa dallo staff della Toei Animation e non dall'autore Akira Toriyama, essi vanno considerati errori. Tali regole non valgono per gli ibridi Saiyan-Umani come Son Gohan, Son Goten, Trunks e Bra dato che i loro capelli sono soggetti a crescita, e che quelli di Trunks sono di colore violaceo, mentre quelli di Bra verdi (o di entrambi blu in Dragon Ball Super).

### Lo Zenkai
Altra caratteristica peculiare dei Saiyan è la capacità denominata Zenkai (全開?, Zenkai) (letteralmente "pieno rilascio"), tramite la quale ogni qualvolta un Saiyan si riprende da gravi ferite il suo livello di combattimento aumenta notevolmente. Tale incremento risulta essere molto variabile: Son Goku ad esempio passa da un livello di 8 000 a uno di 90 000 attraverso l'uso di cinque Zenkai (uno dopo lo scontro con Vegeta, quattro durante l'allenamento avvenuto durante il viaggio verso Namecc), mentre dopo lo scontro con Ginew egli passa da 90 000 a 3 000 000.
Tale abilità ha un ruolo fondamentale durante l'arco di Freezer, poiché tramite essa Vegeta e Goku riescono a ottenere la forza necessaria per affrontare avversari sempre più potenti. Oltre a ciò, essa permette a Cell di rigenerarsi nella forma perfetta nonostante egli avesse espulso Numero 18 dal proprio corpo, superando largamente il proprio precedente livello di combattimento. Vegeta afferma che, per poter ottenere l'aumento di potenza utilizzando questa modalità, è necessario che sia un secondo individuo a ferirlo, diverso dal Saiyan stesso. Infatti, la crescita del livello di combattimento non avverrebbe in caso di autolesionismo.
Nel manga di Dragon Ball Super viene poi specificato che lo Zenkai si manifesta solo quando il Saiyan in questione ha ancora del potenziale latente. Durante la lotta contro Zamasu viene asserito che Goku e Vegeta non sono dunque più in grado di attingere potere da questa abilità, in quanto i due Saiyan sono già all'apice della loro forza.

### Le Cellule S
L'autore Akira Toriyama, in un'intervista sulla rivista Saikyo Jump di Shueisha disponibile in Giappone dal 1º dicembre 2017, ha introdotto il concetto di "Cellule S" (S細胞 Esu Saibō). La maggior parte dei Saiyan possiede le Cellule S, seppur non in quantità elevata: esse sono più diffuse in quelli dall'animo gentile o che vivano in un ambiente favorevole alla loro generazione e sviluppo. Queste cellule catalizzano le trasformazioni dei Saiyan descritte sotto, e spiegano il motivo per cui Cabba, Caulifla e Kale, Saiyan del Sesto Universo, sono stati incredibilmente veloci nel sapersi trasformare in Super Saiyan, in quanto loro sono persone pure di cuore, a differenza dei loro simili del Settimo Universo, che sono un popolo di razziatori e massacratori.

## Trasformazioni
Durante le varie narrazioni legate a Dragon Ball, i Saiyan compiono diverse trasformazioni, ovvero assumono forme diverse che concedono loro più grandi capacità e possibilità nelle lotte contro i propri avversari, migliorando ad esempio la loro forza fisica, agilità, velocità, il Ki e varie altre qualità.

### Introdotte nel manga originale

#### Scimmia gigante
La Scimmia gigante (大猿?, Ōzaru) è la più comune e facilmente accessibile fra le trasformazioni dei Saiyan. Come spiegato da Vegeta, tale metamorfosi avviene ogni qualvolta un Saiyan dotato di coda osservi una fonte di Onde Bluetz (ブルーツ波?, Burūtsu-ha) che emetta più di 17 milioni di "Zenos", condizione che generalmente si verifica durante un plenilunio, quando la luce del sole è irradiata di onde Bluetz dopo che viene riflessa dalla luna, ma che può essere riprodotta tramite la creazione di una piccola luna artificiale. La trasformazione viene innescata tramite contatto visivo con la luna piena. Quando ciò avviene, il saiyan si trasforma in un'enorme scimmia il cui corpo è simile a quello di un gorilla dotato di coda, mentre il volto ricorda quello di un babbuino. Tale metamorfosi decuplica la potenza del Saiyan il quale, nonostante l'enorme mole ottenuta, mantiene comunque un'elevata velocità. La trasformazione non è esente da punti deboli: quando un Saiyan muta, esso di norma perde l'uso della ragione diventando estremamente aggressivo e incontrollabile, proprio a causa di ciò non sono in grado di contenere la loro forza distruttiva con la quale, a detta di Piccolo, potrebbero distruggere un intero pianeta nell'arco di una notte, anche se, come spiegato da Vegeta nel 32º episodio di Dragon Ball Z, tale difetto può essere ovviato tramite un adeguato addestramento, grazie al quale il principe dei saiyan si dimostra perfettamente capace di controllarsi e parlare. Nel caso di Son Gohan, trasformatosi durante lo scontro con Vegeta, il carattere distruttivo rimane ma, ascoltando le voci di Crilin e del padre, è riuscito a comprendere ciò che gli viene detto (pur non avendo seguito alcun allenamento come nel caso di Vegeta, questa capacità è dovuta al fatto che Gohan è in parte umano e quindi dotato di un subconscio indipendente dall'indole selvatica che può essere "sfruttato" attraverso il linguaggio verbale). Oltre a ciò, l'eventuale amputazione della coda o la distruzione della fonte di Onde Bluetz annullano immediatamente la trasformazione, lasciando il Saiyan notevolmente indebolito. Questo stadio è stato raggiunto da ogni Saiyan dotato di coda.

#### Super Saiyan
Il Super Saiyan (超サイヤ人?, Sūpā Saiyajin), chiamato anche Super Saiyan I (超サイヤ人1?, Sūpā Saiyajin Wan) o Super Saiyan di primo livello, è la prima dell'omonima serie di trasformazioni. È una trasformazione dei Saiyan raggiunta da violenti scoppi d'ira e o di tristezza, ma anche in modo innato, se un genitore trasmette la capacità al figlio. Quando un Saiyan si trasforma i suoi capelli diventano biondi e dritti, gli occhi si schiariscono divenendo azzurro-verdi, l'aura combattiva diventa dorata e aumenta enormemente il livello di combattimento (che diviene tra l'altro più grande che nello stadio di Scimmione). Questo stadio sottopone il corpo a un grande sforzo, come reso evidente dallo scontro fra Son Goku e Numero 19, durante il quale il Saiyan vede la propria malattia cardiaca aggravarsi di colpo a causa della trasformazione. Inoltre il Super Saiyan I (così come gli avanzamenti successivi di Super Saiyan, spiegati sotto) non permette un buon autocontrollo delle proprie capacità, cosa che rende quasi impossibile l'uso del Kaiohken. Ma la capacità di controllo della potenza può comunque essere allenata e migliorata. Il Super Saiyan I è stato raggiunto da Goku, Vegeta e tutti i loro discendenti con sangue Saiyan con l'eccezione di Pan e Bra, e le loro fusioni; anche Bardack (solo in uno special televisivo), Cabba, Caulifla, Kale, Kefla e, solo nel manga di Dragon Ball Super, Black Goku raggiungono questa forma. Anche se questi personaggi sono venuti dopo e non sono Sayan principali. Viene raggiunto anche da Shallot nel mobile game Dragon Ball Legends durante lo scontro con Freezer, dopo che quest'ultimo uccide Vegeta.
Nel film Dragon Ball Z - Il Super Saiyan della leggenda l'antagonista Broly mostra una variante della trasformazione dai capelli blu anziché biondi, una caratteristica particolare del Super Saiyan leggendario. Nel secondo film in cui compare, Dragon Ball Z - Sfida alla leggenda, nella forma Super Saiyan i suoi capelli sono più simili al biondo del normale Super Saiyan, ma restano comunque leggermente diversi in quanto si tratta di caratteristiche particolari di Broly, che possiede la capacità di trasformarsi nella forma speciale del Super Saiyan leggendario (dai capelli verdi con gli occhi privi di iridi e pupille). 
In Dragon Ball Super Kale è in grado di trasformarsi in Super Saiyan ma i suoi capelli assumono un colorito verde in quanto, come Broly, può potenzialmente trasformarsi in Super Saiyan leggendario, quindi la sua trasformazione in Super Saiyan è precisamente quella del Super Saiyan leggendario inibito, con la differenza che i suoi capelli rimangono verdi rispetto a quelli di Broly nel film Dragon Ball Z: Sfida alla leggenda.
Durante l'allenamento nella Stanza dello Spirito e del Tempo, Vegeta e Trunks del futuro sviluppano un potenziamento della trasformazione Super Saiyan in due livelli distinti: il superamento del limite e la massima potenza del Super Saiyan. Nella stessa Stanza, Son Goku e in minor parte Son Gohan sviluppano invece il livello dell'avanzato. 

##### Superamento del limite del Super Saiyan
Il Superamento del limite del Super Saiyan (超サイヤ人第2段階?, Sūpā Saiyajin dai ni-dankai) è un potenziamento dello stato di Super Saiyan che comporta un notevole incremento della massa muscolare e del livello di combattimento, senza particolari effetti collaterali, tranne un maggiore consumo di energia. I capelli, già sollevati dalla trasformazione in Super Saiyan, diventano ancora più dritti, rimanendo però biondi, come gli occhi che restano dell'azzurro-verde associato alla prima trasformazione. Il nome della trasformazione, non presente nel manga, è stato coniato nel settimo Daizenshuu. Questo stadio viene raggiunto da Vegeta, Trunks del futuro e Son Goku.

##### Massima potenza del Super Saiyan
La Massima potenza del Super Saiyan (超サイヤ人第3段階?, Sūpā Saiyajin dai san-dankai) aumenta ulteriormente la massa muscolare rispetto al secondo stadio, e permette così al Trunks del futuro di superare la potenza di Cell. L'enorme ipertrofia muscolare causa però una forte diminuzione della velocità e dei riflessi del Saiyan, nonché un notevole spreco di energia. Sebbene Vegeta non ne faccia sfoggio, nel manga viene lasciato intendere che anch'egli possa fare ricorso a questa mutazione, ma che eviti di farlo poiché, come Goku, ne ha intuito i difetti. Anche in questo caso i capelli (sempre biondi) diventano ancora più dritti, al punto che quelli di Trunks spezzano l'elastico che li avvolgeva in una coda di cavallo. Gli occhi rimangono dello stesso azzurro-verde associato alle due precedenti trasformazioni. Il nome della trasformazione, non presente nel manga, è stato coniato nel settimo Daizenshuu. Questo stadio viene raggiunto da Trunks del futuro e da Son Goku, nella stanza dello spirito e del tempo. A detta di Trunks, anche Vegeta sarebbe stato in grado di raggiungerla.  Anche Cell, nello scontro contro super Trunks, riesce a raggiungere questo stadio di massima potenza, aumentando la potenza tipicamente come i Sayan, volendo fare una dimostrazione a Trunks, definendola però inutile per il combattimento dato la riduzione eccessiva della velocità.

##### Super Saiyan avanzato
Intuiti immediatamente i difetti derivanti dall'eccessivo aumento della massa muscolare, Goku decide di ricorrere a una strada alternativa rispetto alle due trasformazioni precedenti: rimanere costantemente trasformato in Super Saiyan I, in modo da abituare l'organismo all'uso della trasformazione. In questo modo non solo egli e il figlio Son Gohan riescono a essere calmi e naturali anche trasformati, ma possono sfoderare quasi la massima potenza della trasformazione senza particolare sforzo, senza diventare troppo grossi e senza perdere velocità. Il super Saiyan avanzato quindi riesce ad avere la potenza di un super Sayan che ha superato il limite e quasi quella di un super Sayan alla massima potenza, essendo però molto più veloci. Per tale ragione questa mutazione è stata definita come "Super Saiyan a piena potenza (超サイヤ人フルパワー?, Sūpā Saiyajin Furu Pawā)" nel secondo Daizenshuu. Questo stadio è raggiunto inizialmente da Son Goku e in minor parte anche da Son Gohan, poi anche da Vegeta, dalle fusioni Vegeth e Gotenks nella saga di Majin Bu.  In una guida dell'anime questo stadio fu chiamato provvisoriamente il "Quarto stadio del Super Saiyan (超サイヤ人第4段階?, Super Saiyan Dai Shi Dankai)", chiamato "quarto" in riferimento ai precedenti stadi di potenziamento del secondo e del terzo del Super Saiyan I.

#### Super Saiyan II
Il Super Saiyan II (超サイヤ人2?, Sūpā Saiyajin Tsū), o Super Saiyan di secondo livello, è, come definito da Son Gohan, la seconda fase della trasformazione in Super Saiyan. La denominazione della trasformazione deriva da Son Goku, che l'ha così chiamata poco prima dello scontro col Bu innocente. Prima di allora essa veniva chiamata semplicemente "Super Saiyan superato" (o "Super Saiyan che ha oltrepassato il limite" a seconda delle traduzioni), mentre in una guida dell'anime questo stadio fu chiamato provvisoriamente il Quinto stadio del Super Saiyan (forma definitiva) (超サイヤ人第5段階（最強形態）?, Super Saiyan Dai go Dankai (Saikyō keitai)); quinto stadio in riferimento all'esistenza dei tre stadi aggiuntivi di potenziamento del Super Saiyan I (considerabile come il "primo stadio") sopracitati: il Super Saiyan del secondo stadio (superato il limite del Super Saiyan), il Super Saiyan del terzo stadio (super Saiyan massima potenza) e il Super Saiyan del quarto stadio meglio noto come "super Saiyan avanzato".
Oltre che per l'enorme aumento del livello di combattimento (grandemente superiore a quello massimo ottenibile con il Super Saiyan del quarto stadio), il Super Saiyan II differisce dal Super Saiyan I per i capelli più dritti, la massa muscolare leggermente più sviluppata e per l'aura combattiva più frastagliata e, soprattutto, percorsa da scariche elettriche. I capelli e gli occhi rimangono degli stessi colori che sono associati allo stadio di Super Saiyan I. I guerrieri che si sono visti diventare Super Saiyan II sono, in ordine temporale, Son Gohan, Son Goku e Majin Vegeta nella saga Dragon Ball Z. Nella saga Dragon Ball Super invece: Vegeta, Trunks del futuro, Caulifla, Cabba, Kale e Kefla e da Shallot nel mobile game Dragon Ball Legends.
La trasformazione di Son Gohan in Super Saiyan II avviene quando Cell uccide definitivamente Numero 16, e la mutazione di Gohan è in quest'occasione molto visibile, infatti vi si nota subito un grande cambiamento nella capigliatura: i capelli sono rittissimi e sulla fronte ricade un solo lungo ciuffo. Nell'arco narrativo dedicato a Majin Bu, dove Gohan è adulto, la trasformazione non è più così visibile e l'unica differenza visiva tra il Super Saiyan I e il Super Saiyan II di Gohan è la comparsa di scariche elettriche attorno al suo corpo, in quanto la capigliatura rimane praticamente invariata. Nell'arco di Majin Bu, Gohan mostra la trasformazione al Torneo Tenkaichi di fronte a Kibith, e utilizza nuovamente questa forma quando tenta di distruggere il bozzolo di Majin Bu e, secondo il Daizenshuu 7, mentre combatte contro Darbula, sebbene in quest'ultimo caso sia nel manga sia nell'anime le sue scariche elettriche non siano state disegnate.
Goku raggiunge lo stadio di Super Saiyan II allenandosi nell'aldilà dopo la morte di Cell. Vegeta nota che Goku usa questo stadio durante lo scontro con il mostro Yakon. Nel caso di Goku si può notare la trasformazione, oltre che per le scariche elettriche, anche da una lieve differenza nella capigliatura: quando è un Super Saiyan I, Goku ha molti ciuffi lunghi che gli cadono sulla fronte, mentre quando è un Super Saiyan II egli ha un solo ciuffo lungo al centro e due piccoli ai lati.
Vegeta, esattamente come Goku, raggiunge il Super Saiyan II allenandosi nei 7 anni di passaggio dopo la sconfitta di Cell tramite allenamenti intensissimi, superando anche il potere di Gohan, che non si era allenato per niente (lo si può anche capire leggendo attentamente i dialoghi del manga). Vegeta mostra per la prima volta questo stadio quando, influenzato dal potere di Babidy, sta per combattere contro il suo rivale Son Goku. A eccezione dell'aura percorsa da scariche elettriche, non c'è alcuna differenza nella capigliatura di Vegeta tra Super Saiyan I e II. Quando Vegeta lotta contro Kid Bu per guadagnare tempo, usa di nuovo questa forma, tuttavia nell'anime, al contrario che nel manga, per una svista non furono disegnate le scariche elettriche se non in una breve sequenza.
Trunks del futuro mostra per la prima volta la trasformazione in Super Saiyan II nell'opera Dragon Ball Super, durante uno scontro di allenamento contro Goku. Tuttavia aveva già ottenuto questa forma combattendo contro Darbula nella sua linea temporale. Nel manga di Super vi sono alcune differenze tra il Super Saiyan I e il Super Saiyan II di Trunks del futuro: nel primo livello Trunks ha due ciuffi fini e lunghi che gli scendono sulla fronte (come in Dragon Ball Z), mentre nel secondo egli ha tutti i capelli verso l'alto.
Contrariamente al manga nell'anime la trasformazione in Super Saiyan II di Trunks del futuro non mostra differenze da quella del Super Saiyan I, sennonché per la caratteristica presenza delle scariche elettriche che l'avvolgono. Nella serie animata di Dragon Ball Super, pure i Saiyan del Sesto Universo, Cabba, Caulifla e Kale, imparano a padroneggiare questa trasformazione. Anche Kefla, in Dragon Ball Super, raggiunge il Super Saiyan II durante il combattimento contro Goku con l'Ultra Istinto.
Sia Vegeta sia Trunks del futuro in Dragon Ball Super mostrano che la forma di Super Saiyan II può, grazie a potenziamenti dovuti alla rabbia, avvicinarsi alla potenza della successiva trasformazione (Super Saiyan III): Vegeta infatti si avvicina, per un attimo, alla potenza di Goku nella forma di Super Saiyan III quando Beerus dà uno schiaffo a Bulma, e Trunks del futuro, nel manga di Dragon Ball Super, mostra una potenza che si avvicina quasi a quella di Goku Super Saiyan III, anche se non la raggiunge.
Gotenks oltrepassa il Super Saiyan II passando direttamente dal Super Saiyan I avanzato, al Super Saiyan III, mentre Vegeth, sebbene nel manga Dragon Ball e in alcuni punti dell'anime mostri le scariche elettriche tipiche del Super Saiyan II, è confermato nel Daizenshuu 2 come Super Saiyan avanzato. Stesso discorso per Gogeta nel film Il diabolico guerriero degli inferi che apparentemente sembra essere solo un Super Saiyan avanzato. Anche Black Goku, solo nel manga di Dragon Ball Super, presenta la scariche elettriche tipiche della forma del Super Saiyan II, ma dalla sua capigliatura e dalle frasi dei personaggi si comprende che egli si trova invece nello stadio di Super Saiyan I.
In Dragon Ball GT nessun personaggio usa abitualmente lo stadio di Super Saiyan II, né esso viene esplicitamente menzionato. Tuttavia in una scena dell'episodio 20 Goku per salvarsi da un attacco di Mega Lilde scatena la sua potenza e per qualche istante raggiunge il Super Saiyan II (senza avere scariche elettriche) come si nota dalla capigliatura che assume per un attimo (e dal dialogo che il nemico ha con lui), per poi tornare subito al Super Saiyan I, una volta sciolta la sfera di metallo liquido lanciatagli dall'avversario. Eccezionalmente sempre Goku (in un paio di occasioni) ci si trasforma per brevi istanti solo per passare dal primo al terzo livello (ma senza combatterci). Infine Vegeta come verificatosi precedentemente con Goku, in una scena dell'episodio 63 nello scontro finale contro Super Li Shenron, anche lui raggiunge il Super Saiyan II come si nota dalle scariche elettriche della sua aura. Tale trasformazione invece non viene mai più raggiunta da Gohan (in tutta l'intera serie), nemmeno quando insieme a Goten e Trunks affianca il principe dei Saiyan (in versione Super Saiyan II) nel succitato scontro conclusivo. Rimane il fatto che in questa serie delle scariche elettriche, che sono il segno distintivo che dovrebbe caratterizzare la trasformazione di Super Saiyan II, non ne viene fatto un uso corretto, a volte non vengono disegnate (come quando Vegeta già trasformato in Super Saiyan incrementa notevolmente la propria aura, nell'ultimo atto dello scontro con Super C-17 prima di essere salvato da Goku dall'attacco che stava per incassare da quest'ultimo) e altre volte compaiono erroneamente (come quando Goku si trasforma in Super Saiyan I nel secondo atto della battaglia con Lezik, e anche nel caso di Goku Jr e Vegeta Jr all'inizio della loro trasformazione in Super Saiyan nell'episodio finale), non permettendo di identificare la trasformazione che appare come la prima o la seconda.

#### Super Saiyan III
Il Super Saiyan III (超サイヤ人3?, Sūpā Saiyajin Surī), o Super Saiyan di terzo livello, è l'ultima e più potente delle trasformazioni presenti nel manga originale Dragon Ball. La denominazione della trasformazione deriva da Son Goku, che l'ha così chiamata poco prima dello scontro con Majin Bu. Oltre che per l'enorme aumento del livello di combattimento, questo stadio differisce dal Super Saiyan II per i capelli estremamente lunghi, l'assenza di sopracciglia e per l'aura molto più frastagliata e percorsa da più scariche elettriche. In Dragon Ball e in Dragon Ball Super, Goku viene inoltre disegnato con pupille evidenti e molto grandi, contrariamente alla normalità., mentre in Dragon Ball GT ciò non accade. I capelli e gli occhi rimangono degli stessi colori associati alle trasformazioni in Super Saiyan I e Super Saiyan II. Pur conferendo poteri elevatissimi, questa trasformazione comporta un immenso dispendio di energia, nonché un accorciamento della vita durante la permanenza di Son Goku sulla Terra dal regno dell'aldilà. Utilizzandola, infatti, in una manciata di secondi di combattimento, Son Goku consuma molte ore di energia vitale. Successivamente, non riuscendo nel tentativo di raggiungere la massima potenza della trasformazione (con la quale, a suo dire, avrebbe potuto annientare il Majin Bu innocente) perché troppo dispendiosa, afferma che tale trasformazione, se usata da vivi, consuma eccessivamente l'individuo che ne fa uso. Differentemente da Son Goku, Gotenks, invece, non mostra particolare affaticamento nell'usare questa trasformazione, la quale però causa lo scioglimento dello stesso Gotenks in Goten e Trunks dopo soli cinque minuti invece di trenta.
Nei film Dragon Ball Z - L'eroe del pianeta Conuts e Dragon Ball Z - La battaglia degli dei Son Goku ricorre al Super Saiyan III senza mostrare effetti collaterali. Ciò accade anche nel film Dragon Ball Z - Il diabolico guerriero degli inferi, nel quale però Son Goku è morto e combatte nell'aldilà.
In Dragon Ball GT Son Goku utilizza la trasformazione due volte, in entrambi i casi battendosi contro Baby. Durante il primo combattimento il Saiyan regredisce allo stato base dopo pochi secondi poiché il suo corpo (ritornato quello di un infante a causa di un desiderio espresso da Pilaf) non era capace di sopportarne il carico energetico; successivamente tale problema viene risolto facendo ricrescere al Saiyan la coda, la quale durante la suddetta trasformazione diviene dorata.
In Dragon Ball Super questo stadio viene usato contro avversari come Beerus e Toppo ma ovviamente si rivela poco utile, non permettendo al Saiyan di rivaleggiare con essi, che sono ai livelli delle più potenti trasformazioni in Super Saiyan God e Super Saiyan God Super Saiyan.
Nell'anime di Super viene usata da Goku sconfiggendo Trunks del futuro in un incontro di allenamento (la usa anche nel manga ma lo scontro avviene diversamente e Goku vince con il Super Saiyan God) e nel Torneo del Potere per respingere un potente attacco congiunto di Kale e Caulifla, salvo poi tornare al Super Saiyan II, giustificandosi che non riesce a mantenerla a lungo dato l'enorme dispendio di energia (Goku aveva da poco affrontato Jiren la prima volta, uscendone sconfitto e stremato e con una quantità residua di energia donatagli da Freezer).
Nella serie animata Dragon Ball Daima, ambientata qualche mese dopo la saga di Majin Bu, anche Vegeta, in versione "mini" (tornato bambino a causa delle sfere del drago), durante lo scontro con il Tamagami 2, mostra di essere in grado di raggiungere lo stadio di Super Saiyan III, riuscendo a sconfiggerlo senza problemi. Successivamente utilizza questo stadio anche da adulto, durante il combattimento con Gomah, ma dopo la fine dello scontro, battibeccando con Goku che ha raggiunto il quarto livello, Vegeta sostiene che la sua forma non sia il Super Saiyan 3, ma si chiami "Ultra Vegeta 1".
Questo stadio viene raggiunto solo da Son Goku, Vegeta e Gotenks.
Nell'anime promozionale Super Dragon Ball Heroes anche Xeno Vegeta (come Xeno Goku) è perfettamente in grado di raggiungere il Super Saiyan III, mostrandosi anche lui capace di sbloccare questa trasformazione. Successivamente, nello scontro col rinato Janemba, viene mostrato anche Xeno Trunks sfruttare la stessa trasformazione.
Nel videogioco mobile Dragon Ball Legends, Shallot viene allenato da Goku nella Stanza dello Spirito e del Tempo, riuscendo in meno di un giorno a padroneggiare la trasformazione in Super Saiyan III. Rispetto alle altre trasformazioni usate dal protagonista, ha lo svantaggio di avere un tempo limitato dopo la sua attivazione, al termine del quale Shallot ritorna in forma base.

### Introdotte inDragon Ball GT

#### Scimmia gigante dorata
In Dragon Ball GT è stata introdotta una variante della Scimmia gigante, detta Scimmia gigante dorata (黄金大猿?, Ōgon Ōzaru), che sembrerebbe essere una sorta di "versione Super Saiyan della Scimmia gigante": oltre che per il maggiore livello di combattimento, la Scimmia gigante dorata si distingue dalla comune Scimmia gigante per la peluria dorata. Quando un Saiyan, tramutatosi in Scimmia gigante dorata, riprende il controllo del proprio comportamento, esso si trasforma in un Super Saiyan IV.
Questo stadio è stato raggiunto in ordine da Goku, Baby (nel corpo di Vegeta) e Vegeta.

#### Super Saiyan IV
Il Super Saiyan IV (超サイヤ人4?, Sūpā Saiyajin Fō), o Super Saiyan di quarto livello, è una trasformazione introdotta in Dragon Ball GT e successivamente riproposta in Dragon Ball Daima. Questo stadio è raggiungibile da un Saiyan riprendendo il controllo di sé dopo la trasformazione in Scimmia gigante dorata. Rispetto alle precedenti trasformazioni, il Super Saiyan IV è esteticamente molto differente: i capelli sono di colore variabile (nero nel caso di Son Goku, castani nel caso di Vegeta e rossicci nel caso di Gogeta) e si allungano fino a oltre le spalle. Con l'eccezione del volto, del collo, dei pettorali, della parete addominale e delle mani, il corpo viene coperto da una peluria rossa, colore che viene assunto anche dalla coda. Gli occhi divengono gialli (Son Goku), verdi  (Vegeta) o azzurri (Gogeta), e vengono disegnati con pupille evidenti. Oltre a ciò, la trasformazione muta anche l'abbigliamento dei Saiyan, scelta probabilmente voluta per questioni di censura poiché altrimenti sia Son Goku sia Vegeta alla loro prima trasformazione in Super Saiyan IV sarebbero dovuti apparire nudi. Nel caso di Son Goku inoltre la trasformazione permette al Saiyan di ritornare a possedere un corpo adulto, del quale era stato privato a causa di un desiderio di Pilaf espresso allo Shenron supremo. Nella forma di Super Saiyan IV, un Saiyan ottiene una forza combattiva molto più elevata di quella acquisibile come Super Saiyan III, e inoltre acquisisce la capacità di neutralizzare qualsiasi attacco gli sia già stato scagliato contro, poiché il suo corpo memorizza ogni colpo energetico incassato e nel caso di un secondo attacco dello stesso tipo genera una barriera che lo protegge automaticamente. Questo stadio è stato raggiunto da Son Goku, Vegeta e dalla loro fusione Gogeta.
Durante lo scontro con Li Shenron, Son Goku, messo in difficoltà, decide di chiedere agli altri Saiyan di aiutarlo fornendogli tutta la loro energia, ignorando le proteste di Son Gohan che ritiene il processo pericoloso. Ultimata la ricarica, Goku si trasforma in un Super Saiyan IV con un livello di combattimento molto superiore al precedente e in tale occasione Son Gohan afferma che il padre "ha superato il limite del Super Saiyan di quarto livello".
Lo stato del Super Saiyan IV appare anche nell'anime promozionale di Super Dragon Ball Heroes, dove viene utilizzato dalle versioni alternative di Goku e Vegeta (dette Xeno), facenti parte della "Pattuglia temporale". Sempre in questa miniserie anche Broly riesce a sbloccare questa trasformazione.
Questo stadio compare anche nella serie animata canonica Dragon Ball Daima, ambientata qualche mese dopo la saga di Majin Bu, dove viene utilizzato da Goku nella battaglia contro il re demoniaco Gomah. Il suo aspetto è sostanzialmente quello originale visto in GT, ma presenta anche alcune differenze estetiche, come i capelli rossi anziché neri, occhi rossi invece che gialli, marcatura degli occhi nera invece che rossa; inoltre gli avambracci sono più grandi del normale, come a voler richiamare le origini scimmiesche dei Saiyan. Viene mostrato per la prima volta con Goku in forma "mini" (all'inizio della serie, i protagonisti sono stati fatti diventare bambini tramite un desiderio al drago Shenron), apparentemente grazie ad un potenziamento datogli dai poteri del namek Neva; una volta tornato adulto grazie alle sfere del mondo demoniaco, Goku ritorna autonomamente il quarto livello, e dopo la battaglia con Gomah accenna a Vegeta di essere già riuscito a raggiungerlo in passato, durante allenamenti successivi allo scontro con Majin Bu, prima di essere stato rimpicciolito.

### Introdotte inDragon Ball Super

#### Super Saiyan God
Il Super Saiyan God (超サイヤ人ゴッド?, Sūpā Saiyajin Goddo) è una trasformazione introdotta nel film Dragon Ball Z - La battaglia degli dei e in Dragon Ball Super. Tale trasformazione consente al Saiyan che la usa di entrare in possesso del Ki usato dagli dei, diventando in questo modo il dio dei Saiyan. Per crearne uno è necessario che cinque Saiyan dal cuore puro convoglino la loro energia in un sesto individuo, che sarà il Super Saiyan God. Tale stadio è raggiunto in questo modo da Son Goku. Oltre che per una forza combattiva immensa, del tutto fuori scala rispetto a tutte le precedenti trasformazioni, il Super Saiyan God si caratterizza per i capelli e gli occhi rossi e per l'impercettibilità del suo Ki. Inoltre il Saiyan che lo usa assume un aspetto più giovanile, quasi adolescenziale, con conseguente diminuzione della sua massa muscolare. Nel manga, inoltre, viene affermato che a parte il primo utilizzo temporaneo dopo il rito per la sua creazione, il Super Saiyan God è caratterizzato da una grande stabilità del Ki interiore, mentre nell'anime Whis rivela che il Super Saiyan God consuma meno energie del Super Saiyan God Super Saiyan. Son Goku, descrivendo il potere del Super Saiyan God, afferma che esso in un certo senso comunica con lui. Anche quando Son Goku ritorna al suo normale aspetto per esaurimento del tempo a disposizione, il potere conferito da questa trasformazione può permanere. Infatti, anche dopo essere regredito, Son Goku riesce comunque a continuare il combattimento contro Beerus. Un Saiyan con il potere del Super Saiyan God viene chiamato Saiyan oltre un dio. Nel manga di Dragon Ball Super, durante lo scontro con Hit, Goku dimostra di saper riutilizzare a piacimento la trasformazione in Super Saiyan God, mostrandosi più forte del Super Saiyan God Super Saiyan Vegeta al 10% della potenza. Goku dimostra di poter riutilizzare questa forma a suo piacimento anche nella serie animata, durante il Torneo della Potenza. Anche Vegeta dimostra di possedere questa forma durante il secondo scontro con Black Goku. Nell'anime promozionale Super Dragon Ball Heroes, Xeno Trunks viene mostrato assumere, dopo il Super Saiyan III, anche questa forma durante il combattimento contro il nuovo Janemba.
Nel videogioco mobile Dragon Ball Legends, nella parte 7-7 il protagonista Shallot si sottopone al rituale coadiuvato da Cabba (allievo di Shallot nella timeline del gioco), Gohan (dal Cell Game), Future Trunks adolescente (dopo la morte di Future Gohan), Caulifla (Pre-Torneo del potere) e Goku, che prende il posto di Kale dopo la sua dipartita per opera di Super Bu (con Gohan assorbito). Al termine del capitolo si scopre che anche il gemello di Shallot, Giblet, ha ottenuto questa forma, anche se non viene rivelato come l'abbia ottenuta. Nella storia Shallot, affetto da amnesia circa gli eventi prima del gioco, ricorda inoltre che questo stadio era l'obbiettivo che lui e Il fratello si erano posti per sconfiggere quelli che chiamavano Saiyan malvagi. Osservando i due, si può notare che anche la coda diventa dello stesso colore dei capelli. Nella parte 13.6 i due fratelli, che nel frattempo si sono rappacificati dopo aver scoperto le macchinazioni dietro la loro amnesia, effettuano da trasformati la fusione tramite la danza di Metamor, creando così il guerriero Shallet, che esordisce quindi già trasformato come Super Saiyan God.

#### Saiyan oltre un dio
Il Saiyan oltre un dio (神を超えたサイヤ人?, Kami o koeta Saiya-jin) è uno stato potenziato di un Saiyan che ha ottenuto le capacità e la potenza di un Super Saiyan God senza doversi trasformare.
Quando questo stato è attivo, il Saiyan non subisce nessun cambiamento nell'aspetto fisico oltre alla presenza di un Ki bianco mentre combatte.
L'esistenza di questo stadio è stata accennata da Akira Toriyama in un'intervista, dove ha osservato che dopo Dragon Ball Z - La battaglia degli dei, Son Goku ha capito che la piena padronanza delle forme Super Saiyan avrebbe portato a trasformazioni più potenti di un Super Saiyan III. Goku ottiene questo stadio assumendo e poi abbandonando il Super Saiyan God, ma è stato capace di accedere a una parte del potere senza nessun cambiamento fisico. Inoltre, se un Saiyan oltre un dio tenta di trasformarsi in Super Saiyan, si trasformerà in Super Saiyan God Super Saiyan. Nell'anime, un Saiyan oltre un dio è capace di percepire il Ki divino anche se non possiedono questo Ki; si è notato che Vegeta, per mantenere questo stadio, ha dovuto aumentare il suo livello di potenza senza disperdere troppo l'energia, in modo che non si esaurisca, e quindi questa forma, come il Super Saiyan God Super Saiyan, necessita di un controllo assoluto per mantenerla.
Nel film Dragon Ball Z - La resurrezione di 'F' e nella versione manga di Dragon Ball Super, Goku, nello stadio di un Saiyan oltre un dio, si dimostra capace di accedere ai poteri del Super Saiyan God, questa potenza ha permesso a Son Goku di combattere contro la forma dorata di Freezer. Nel manga e nell'anime, quest'ultimo, era pari a Goku in questo stato.
Vegeta ha detto di avere anche lui il potere del Super Saiyan God, e che quindi è in grado di trasformarsi in Super Saiyan God Super Saiyan, il che significa che possiede quel potere divino. Vegeta, inoltre, mostra anch'egli lo stadio di un Saiyan oltre un dio nel film e nel manga.

#### Super Saiyan God Super Saiyan
Il Super Saiyan God Super Saiyan (超サイヤ人ゴッド超サイヤ人?, Sūpā Saiyajin Goddo Sūpā Saiyajin) è lo stadio che in Dragon Ball Z: La resurrezione di 'F' e in Dragon Ball Super Goku e Vegeta ottengono trasformandosi in Super Saiyan dopo aver raggiunto lo stadio di un Saiyan oltre un dio. Fisicamente, il Super Saiyan God Super Saiyan è identico al Super Saiyan tranne per il fatto che i capelli, gli occhi e l'aura sono azzurri. Nel manga di Dragon Ball Super, Whis ribattezza ufficialmente questa trasformazione come "Super Saiyan blu" (超サイヤ人ブルー?, Sūpā Saiyajin Burū), poiché il nome originario risultava ai personaggi di difficile pronuncia; anche nell'anime di Super viene usata questa ridenominazione.
La caratteristica del Super Saiyan God Super Saiyan è che dona una mente calma e una perfetta capacità di controllo della propria forza e del Ki interiore; inoltre, se il Ki che il Super Saiyan God Super Saiyan fornisce viene usato interamente, esso dona una potenza molto superiore anche a quella ottenibile nella forma di Super Saiyan God. Sia nel manga sia nell'anime il Super Saiyan God Super Saiyan consuma però molte energie e questo problema viene risolto da Vegeta nel manga, e da Goku nell'anime, rimanendo nello stadio di Super Saiyan God (molto più stabile) e trasformandosi in Super Saiyan blu solo per attaccare. In seguito Goku e Vegeta (nel manga) risolveranno ancora più efficacemente il problema dell'energia riuscendo a trattenere tutto il Ki della forma nel loro corpo, nonostante i rischi della tecnica presenti per chi non abbia ancora troppa esperienza con essa; infatti anche il minimo errore nel controllo del Ki mentre la si esegue, porterebbe il corpo del Saiyan a distruggersi dall'interno. Col tempo, comunque, Goku e Vegeta impareranno a padroneggiare la tecnica senza troppi problemi.
Quando Goku e Vegeta si fondono in Vegeth e Gogeta (rispettivamente con i Potara e la danza di Metamor) entrambe le fusioni sono capaci di usare questa trasformazione dimostrando di avere una potenza persino superiore a quella di un Dio della distruzione.
Nel videogioco mobile Dragon Ball Legends, nella parte 14-5-7, il protagonista Shallot diventa Super Saiyan Blu dopo aver intrapreso un veloce allenamento nella dimensione tasca del bastone di Whis assieme a Goku, potendo quindi fronteggiare Bergamo, che controllato dal Dark Ki è nel frattempo diventato sanguinario e incredibilmente spietato, tanto da assalire i suoi fratelli e sconfiggerli assieme a Mystic Gohan. Anche in questo caso, la coda di Shallot assume lo stesso colore dei capelli.

##### Super Saiyan God Super Saiyan definitivo
Il Super Saiyan God Super Saiyan definitivo (超サイヤ人ゴッド超サイヤ人・完成?, Sūpā Saiyajin Goddo Sūpā Saiyajin・Kansei), chiamato anche "Super Saiyan blu definitivo" (超サイヤ人ブルーの完成?, Sūpā Saiya-jin Burū no Kansei), è lo stadio alla massima potenza del Super Saiyan God Super Saiyan. L'aspetto di questa forma rimane invariato rispetto a quello del Super Saiyan God Super Saiyan, tuttavia l'aura attorno al corpo scompare.
Il Super Saiyan God Super Saiyan definitivo è una trasformazione che compete e supera parte delle divinità, a differenza dello stadio precedente, il Super Saiyan God Super Saiyan, che consumando molte energie va a stancare e danneggiare il corpo. La potenza di questa trasformazione permette a Son Goku di utilizzare la tecnica della Distruzione contro Zamasu fuso. Non appena un Saiyan cerca di superare il difetto della resistenza del Super Saiyan God Super Saiyan, esso può imparare a racchiudere tutta la potenza della trasformazione raggiungendo questo stadio. Il Super Saiyan God Super Saiyan definitivo è capace di utilizzare tutto il potere del Super Saiyan God Super Saiyan, senza consumare le proprie energie, combattendo costantemente al 100% del proprio potere.
In questo stadio, Goku è così potente da tener testa a Zamasu fuso. Questo stadio è molto simile al Super Saiyan del quarto stadio, tuttavia, questa trasformazione non è perfetta, poiché richiede una grandissima concentrazione per non far fuoriuscire il ki dal corpo, che rischia di distruggerlo, come nota Vegeta. In questo stato Goku può utilizzare una versione indebolita della tecnica della Distruzione, concentrando tutta la potenza nella mano. Questa tecnica è capace di cancellare l'avversario, ma Zamasu è riuscito a resistere. Inoltre, rispetto all'anime, è di una potenza più moderata, dato che Beerus è riuscito a sconfiggere Vegeta in questa forma. In seguito anche Vegeta si mostra capace di raggiungere questa forma, durante un allenamento con lui. Il Super Saiyan God Super Saiyan definitivo è una forma esclusiva del manga di Dragon Ball Super, non apparendo mai nella versione anime.

#### Super Saiyan God Super Saiyan: Kaiohken
Il Super Saiyan God Super Saiyan: Kaiohken (超サイヤ人ゴッド超サイヤ人界王拳?, Sūpā Saiyajin Goddo Sūpā Saiyajin: Kaiō-ken) è un'evoluzione del Super Saiyan God Super Saiyan utilizzata da Son Goku, creata dalla combinazione tra la trasformazione in Super Saiyan God Super Saiyan e la tecnica del Kaiohken; questo stadio viene chiamato anche "Super Saiyan blu Kaiohken" (超サイヤ人ブルー界王拳?, Sūpā Saiyajin Burū Kaiō-ken) o, semplicemente, "Kaiohken blu" (界王拳ブルー?, Kaiō-ken Burū).
A differenza del "Super Kaiohken" che copre l’aura dorata del Super Saiyan, nel Super Saiyan God Super Saiyan l’aura rossa del Kaiohken appare sull’aura blu della trasformazione. Goku utilizza questa tecnica nello scontro con Hit, diventando molto più potente e veloce, potendo così evitare il salto temporale dell'avversario. Infatti, il Super Saiyan God Super Saiyan Kaiohken unisce la potenza del Super Saiyan God Super Saiyan all'aumento delle capacità fisiche del Kaiohken, aumentando forza, velocità, resistenza e riflessi esponenzialmente. Utilizza brevemente questa tecnica anche nello scontro con Zamasu fuso, per liberarsi dalla sua presa, e contro Bergamo il Distruttore e Toppo nello scontro di esibizione per Zeno. Durante il Torneo della Potenza, utilizza nuovamente tale tecnica contro Jiren il Grigio, e poi contro Kefla.
Nel manga di Dragon Ball Super, questa forma viene utilizzata brevemente una sola volta. Goku, durante lo scontro con Jiren, fa appello a tutte le sue energie aumentando all'istante la sua potenza. Tuttavia, ciò non ha effetto sul Grigio, che contrattacca violentemente senza alcun problema. Tale forma, viene eseguita anche da Vegeth, nella serie promozionale di Super Dragon Ball Heroes.

#### Super Saiyan Rosé
Il Super Saiyan Rosé (超サイヤ人ロゼ?, Sūpā Saiyajin Roze), chiamato "Super Saiyan rosa" nell'adattamento italiano dell'anime di Dragon Ball Super, è una trasformazione esclusiva di Black Goku (che le ha dato il nome) ed è la sua versione del Super Saiyan God Super Saiyan. L'aspetto è uguale a quello di un Super Saiyan God Super Saiyan, ma i capelli diventano di color rosa, le iridi degli occhi diventano grigie e l'aura di color viola scuro. Il colore rosa è dovuto alla presenza del Ki di un Kaiohshin, una divinità, nel corpo di un Saiyan. Questa trasformazione viene mostrata da Black Goku per la prima volta nel suo scontro con Vegeta, trasformato in Super Saiyan God Super Saiyan, e con questa forma egli lo sconfigge facilmente, superando in forza anche Super Saiyan God Super Saiyan Goku, nel loro primo scontro. Negli scontri successivi, però, egli viene raggiunto e superato dai due Saiyan.

#### Super Saiyan furioso
Il Super Saiyan furioso (超サイヤ人怒り?, Sūpā Saiyajin Ikari) è uno stadio raggiunto da Trunks del futuro, quando la sua ira raggiunse il culmine, sentendosi colpevole dalle affermazioni di Black Goku e di Zamasu del futuro, sfoderando così un potere immenso e facendo scattare questa ulteriore trasformazione. Questo stadio mostra un leggero ma visibile aumento della muscolatura, un raddrizzamento con leggero allungamento dei capelli (che diventano biondi), la scomparsa di iridi e pupille (solo inizialmente, poi ricompaiono con le iridi azzurre) e l'aura che diventa esteticamente identica a quella emanata dai Super Saiyan Blu, ma con colori misti alle aure emanate dalle trasformazioni non divine (esternamente dorata, internamente blu e con scariche). Trunks può accedere a questa forma quando vuole e con questa forma riesce a tenere a bada Black nella forma del Super Saiyan Rosé e Zamasu del futuro. Successivamente, Trunks potenzia ulteriormente questa forma assorbendo l'energia di tutti gli esseri viventi della Terra (come se fosse una Sfera Genkidama) e assume un'aura bianca e un'energia superiore con la quale riesce a formare una spada in grado di distruggere il corpo immortale di Zamasu fuso.
Nel manga, questo stadio è molto più simile al Super Saiyan II ed è più debole della sua versione dell'anime, dato che Trunks in questa forma possiede lo stesso livello di Son Goku trasformato in Super Saiyan III.

#### Super Saiyan God Super Saiyan evoluto
Il Super Saiyan God Super Saiyan evoluto (超サイヤ人ゴッド超サイヤ人・進化?, Sūpā Saiyajin Goddo Sūpā Saiyajin・Shinka) è una variante del Super Saiyan God Super Saiyan, ed è una trasformazione raggiunta da Vegeta durante il Torneo del Potere, sia nel manga sia nell'anime Vegeta acquisisce questa trasformazione combattendo contro Jiren superando il suo limite; questo stadio viene chiamato anche "Super Saiyan blu evoluto" (超サイヤ人ブルーの進化?, Sūpā Saiyajin Burū no Shinka). In questa forma, i capelli, le iridi oculari e l'aura combattiva di Vegeta assumono una colorazione che sta tra l'azzurro e il blu reale (differente dal turchese del normale Super Saiyan God Super Saiyan), mentre la potenza di Vegeta, nell'anime, sembra perlomeno poter competere col Kaiohken blu di Goku, mentre nel manga riesce, seppur per un breve momento, a mettere in difficoltà Jiren nonostante Goku con il normale Super Saiyan God Super Saiyan non ci fosse riuscito (e quindi la potenza raggiunta è molto superiore a quella che aveva come un normale Super Saiyan God Super Saiyan). Nel manga, questa forma non presenta grosse differenze visive rispetto al normale Super Saiyan God Super Saiyan, con l'eccezione di un'aura più voluminosa.

#### Stato furioso
Lo stato furioso (怒りの状態?, Ikari no Jōtai) è una forma introdotta nel film Dragon Ball Super - Broly ed è raggiunta da Broly durante il combattimento con Son Goku e Vegeta. Presenta alcune analogie con il Super Saiyan IV trattandosi di una forma che permette di usufruire del potere dello Scimmione senza trasformarsi e, a differenza del Super Saiyan IV, può essere raggiunta dal Saiyan anche qualora questi fosse sprovvisto della coda. Ne esistono due fasi: in entrambe il Saiyan appare con un incarnato più scuro, capelli neri e occhi gialli segnati da occhiaie nere, nella seconda fase la massa muscolare aumenta e i capelli si drizzano come quelli di un Super Saiyan, ma mantenendo la colorazione nera. La seconda fase è abbastanza difficile da controllare. Si tratta di una trasformazione particolarmente forte poiché, con la prima fase di essa, Broly si mostra capace di tenere testa a Vegeta trasformato in Super Saiyan God, mentre con la seconda fase il Saiyan riesce a combattere Goku nella forma del Super Saiyan God e del Super Saiyan God Super Saiyan.

#### Super Saiyan massima potenza
Nel film Dragon Ball Z: Il Super Saiyan della leggenda, dopo avere visto Son Goku, Broly cerca di trasformarsi in Super Saiyan, ma, a causa del dispositivo per il controllo mentale installato dal padre, si trasforma in questa forma, leggermente meno potente di un normale Super Saiyan. A differenza del normale Super Saiyan, i capelli sono blu anche se gli occhi rimangono azzurri e l'aura dorata. Questa forma viene chiamata anche Super Saiyan tipo A (超サイヤ人Aタイプ?, Sūpā Saiyajin Ē Taipu). Dopo aver distrutto il dispositivo per il controllo mentale, Broly raggiunge lo stadio del Super Saiyan leggendario (伝説の超サイヤ人?, Densetsu no Sūpā Saiyajin). Questa forma, chiamata inizialmente Super Saiyan tipo B (超サイヤ人Bタイプ?, Sūpā Saiyajin Bī Taipu), successivamente Super Saiyan Berserker (超サイヤ人狂戦士?, Sūpā Saiyajin Bāsākā) in Dragon Ball Super e ribattezzata Super Saiyan massima potenza (超サイヤ人フルパワー?, Sūpā Saiyajin Furu Pawā) nel film Dragon Ball Super - Broly, è una trasformazione unica raggiunta da Broly e da Kale. È stata creata basandosi sulla leggenda del Super Saiyan, ragione per cui essa non solo conferisce una ferocia estrema e incontrollabile, ma anche delle abilità tali da rendere (teoricamente) invincibili. Nel manga di Dragon Ball Super,, Cabba, durante il Torneo del Potere, si accorge che Kale è il Saiyan leggendario che appare una volta ogni 1000 anni: un Saiyan diabolico che se si risveglia rischia di scatenare un potere strabiliante che però, a furia di crescere, lo porterà all'autodistruzione, a meno che non impari a controllare l'immensa rabbia tipica di questa forma, che rende inoltre il Saiyan in questione pericoloso anche per le persone a lui care, vista la perdita di coscienza causata dalla trasformazione.
L'aspetto di questa forma è caratterizzato fisicamente da un enorme aumento della statura e della massa muscolare, dalla scomparsa di iridi e pupille e da capelli di colore verde.
Oltre a fornire un immenso e immediato incremento del livello di combattimento, la trasformazione non solo non stanca il Saiyan, ma al contrario lo fa diventare sempre più forte al progredire del tempo. La trasformazione appare esteticamente molto simile al terzo stadio del Super Saiyan, ma al contrario di questo stadio, il Super Saiyan leggendario non risente minimamente della perdita di velocità, dovuta all'aumento di volume dei muscoli. Dopo un po', Kale impara a controllare questa forma, in maniera da non diventare feroce e perdere la ragione con essa, apparendo tuttavia in uno stadio che presenta una muscolatura più sviluppata della sua forma base, ma decisamente meno della forma Berserker e con aura e capelli di colore lime, anche se rimangono dei riflessi verdi. Successivamente Kale riattiva pienamente il Super Saiyan Berserker perdendo di nuovo il controllo ma dopo che Caulifla riesce a calmarsi e a stabilizzare completamente la trasformazione, controllando completamente il suo potere. Successivamente il suo aspetto muta ancora, i suoi capelli diventano ancora più dritti e di colore lime, le sue iridi riappaiono, rimane alta come nella modalità precedente, ma la sua muscolatura diminuisce leggermente. Quest'ultima forma viene chiamata anche Super Saiyan tipo C (超サイヤ人Cタイプ?, Sūpā Saiyajin Shī Taipu), ed è talvolta indicata come la semplice forma di Super Saiyan per chi possiede la capacità di trasformarsi nel Super Saiyan leggendario.
Broly, nel film omonimo di Dragon Ball Super, si trasforma inizialmente in quello che sembrerebbe essere un classico Super Saiyan, visti i capelli biondi, se non fosse per il fatto che non riuscendo a controllare il suo potere le iridi sono assenti, e che soprattutto la sua aura è di colore verde, a conferma del fatto che si tratta di un Super Saiyan fuori dal comune la cui trasformazione immediatamente successiva, che è anche quella finale, fa assumere ai capelli una colorazione verde.
Il Super Saiyan leggendario appare per la prima volta riferito a Broly nel film Dragon Ball Z - Il Super Saiyan della leggenda (1993), seguito da Dragon Ball Z - Sfida alla leggenda (1994) e Dragon Ball Z - L'irriducibile bio-combattente (1994), e infine nel reboot del personaggio nel film del 2018 Dragon Ball Super - Broly.

### Introdotte in altre opere

#### Falso Super Saiyan
Il falso Super Saiyan (擬似超サイヤ人?, Giji Sūpā Saiyajin) è una trasformazione raggiunta esclusivamente da Son Goku nel film Dragon Ball Z - La sfida dei guerrieri invincibili durante il combattimento contro Lord Slug. Pervaso dall'ira, per alcuni secondi l'aspetto del Saiyan muta: i suoi capelli, benché rimangano neri, si raddrizzano come nello stadio Super Saiyan, gli occhi divengono privi di iridi e pupille (come Broly nello stadio di super sayan leggendario) e l'aura diventa dorata. Grazie a questa mutazione Son Goku ottiene un livello di combattimento molto superiore a quello dell'avversario, contro il quale era prima inerme. Cessato il momento d'ira, Son Goku ritorna alla normalità. Nel film questa forma viene definita Super Saiyan; quando l'effettivo Super Saiyan fu introdotto nel manga, questo stato fu rinominato come falso Super Saiyan nel settimo Daizenshuu.

#### Super Saiyan Leggendario
Il Super Sayan Leggendario è uno stato evolutivo del Super Saiyan raggiunto da  Broly.

#### Super Saiyan IV Limit Breaker
Il Super Saiyan 4 Limit Breaker (超フルパワーサイヤ人４・限界突破Chō Furu Pawā Saiya-jin Fō Genkai Toppa , illuminato. "Ultra Full Power Saiyan 4 Limit Breaker") è un potenziamento dello stadio del Super Saiyan 4, successivo alla forma Super Saiyan 4 Full Power (ottenuta da Goku nel corso dello scontro contro Li-shenron in Dragon Ball GT). Questo stadio appare nell'anime promozionale di Super Dragon Ball Heroes, dove viene raggiunto dalle versioni alternative di Goku e Vegeta (dette Xeno), facenti parte della "Pattuglia temporale", dalla fusione Xeno Gogeta e da Broly. In questa forma, il corpo del Super Saiyan 4 è pieno fino all'orlo di ki. La pelliccia normalmente rossastra assume una tonalità magenta e i capelli diventano rosso cremisi con ombre scure, simili nell'aspetto a quelli di Gogeta Super Saiyan 4. L'utilizzatore ottiene un'aura viola fluente simile a quella dell'Ultra Istinto Perfezionato e un'aura bianca aderente come la pelle quando l'aura primaria viene dissipata. Anche rispetto alla normale forma Super Saiyan 4, la voce dell'utente diventa più profonda e calma. Come per il Super Saiyan 4 Full Power e il Super Saiyan God, la forma in Super Saiyan 4 Limit Breaker si ottiene ricevendo un'enorme quantità di energia da altri Saiyan. 